# Noel Gallagher's High Flying Birds (album)
Pour les articles homonymes, voir Noel Gallagher's High Flying Birds.
Albums par Noel Gallagher
The Dreams We Have as Children
(2009)
Noel Gallagher's High Flying Birds est le premier album studio du groupe anglais Noel Gallagher's High Flying Birds. Il est disponible depuis le 17 octobre 2011, c'est le premier album studio de Noel Gallagher depuis son départ de Oasis en 2009.

## Liste des titres
Toutes les chansons sont écrites et composées par Noel Gallagher.
| No  | Titre                                          | Durée |
| --- | ---------------------------------------------- | ----- |
| 1.  | Everybody's on the Run                         | 5:30  |
| 2.  | Dream On                                       | 4:29  |
| 3.  | If I Had a Gun...                              | 4:09  |
| 4.  | The Death of You and Me                        | 3:29  |
| 5.  | (I Wanna Live in a Dream in My) Record Machine | 4:23  |
| 6.  | AKA... What a Life!                            | 4:24  |
| 7.  | Soldier Boys and Jesus Freaks                  | 3:22  |
| 8.  | AKA... Broken Arrow                            | 3:35  |
| 9.  | (Stranded On) The Wrong Beach                  | 4:02  |
| 10. | Stop the Clocks                                | 5:04  |

## Composition du groupe
- Noel Gallagher – chants, basse, banjo, claviers (piste 9), clavier additionnel (pistes 6,7 et 10), chœurs (pistes 7 et 9).
- Jeremy Stacey – batterie
- Mike Rowe – claviers (toutes les pistes sauf piste 9)
- Dave Sardy – production, mixage audio, programmation batterie (pistes 6 et 9)